# Statul Niger
Niger este un stat  în Nigeria. Reședința sa este orașul Minna.